# Heinrich Escher
Pour les articles homonymes, voir Escher.
Heinrich Escher, né le 26 juillet 1626 à Zurich et mort dans la même ville le 20 avril 1710, est une personnalité politique et diplomatique suisse.

## Biographie
Après avoir commencé sa carrière dans la fabrique de textile de son père, il commence sa carrière politique en 1652 ; il devient membre du Petit Conseil de Zurich de 1676 à 1678, date à laquelle il devient bourgmestre de la ville. Il est considéré comme certains  comme l'inventeur du chocolat suisse qu'il aurait découvert à Bruxelles et aurait rapporté dans sa ville en 1697 sous forme liquide et qu'il aurait offert lors de réceptions, jusqu'à l'interdiction, en 1722, de cette substance jugée « indigne de ses citoyens vertueux en raison de ses supposées vertus aphrodisiaques ».